# Монастирське (селище)
Монастирське (до 2016 року — Ударник) — селище в Україні, у Новорайській сільській громаді Бериславського району Херсонської області. Населення становить 425 осіб.

## Населення

### Мова
Розподіл населення за рідною мовою за даними перепису 2001 року:
| Мова       | Кількість | Відсоток |
| ---------- | --------- | -------- |
| українська | 394       | 92.71%   |
| російська  | 27        | 6.35%    |
| білоруська | 4         | 0.94%    |
| Усього     | 425       | 100%     |